# 熊田陽樹
熊田 陽樹（くまだ ようき、1992年8月24日 - ）は、日本のサッカー選手。ポジションはミッドフィールダー。

## 来歴
流通経済大学付属柏高等学校在籍時にNike the chanceでファイナル100に選ばれた。
高校卒業後、ポーランド2部リーグ所属（当時）のMKSポゴニ・シュチェチンへ加入した。2013年冬にヴィルスリーガ（ラトビア1部リーグ）のイルクステスNSSへ移籍した。イルクステスNSSは2012年のラトビア2部リーグ優勝チームだったが、2013年はヴィルスリーガで最下位に終わり2部へ降格した。
2014年冬にリーガ1（ルーマニア1部リーグ）のCSガズ・メタン・メディアシュへ移籍した。同年2月24日、ACSポリ・ティミショアラ戦の後半80分に初出場を果たした。同年夏、契約終了。

## エピソード
- CSガズ・メタン・メディアシュ移籍後、すでにリーガ1でプレーしていた瀬戸貴幸からルーマニアについて情報収集した[6]。

## 所属クラブ
- 流通経済大学付属柏高等学校
- 2011 - ??  MKSポゴニ・シュチェチン
- 2013  イルクステスNSS（英語版）
- 2014  CSガズ・メタン・メディアシュ